# Caudron Type M et N
Dimensions
Les Caudron types M et N étaient de petits et rapides avions sportifs monoplans, produits en France de 1911 à 1913 sous une large gamme de puissances moteurs. Il y avait aussi une version militaire.

## Histoire
Les dates des premiers vols sont inconnues, ni quel type a volé en premier, mais il semble qu'un Type N, piloté par René Caudron, aurait volé le 23 décembre 1911. L'avion, équipé du moteur 3 cylindres en éventail Anzani 35 ch, aurait effectué un aller-retour entre la base de Caudron au Crotoy et la Pointe de Saint-Quentin (Saint-Quentin-en-Tourmont), soit environ 15 km à 100 km/h.
Deux jours plus tard, il était exposé au Salon de 1911 à Paris. Il a été remotorisé avec un Anzani de 45 ch pour un propriétaire anglais, E.W. Ewen, qui l'a ramené chez lui en traversant la Manche le 2 mai 1912,.

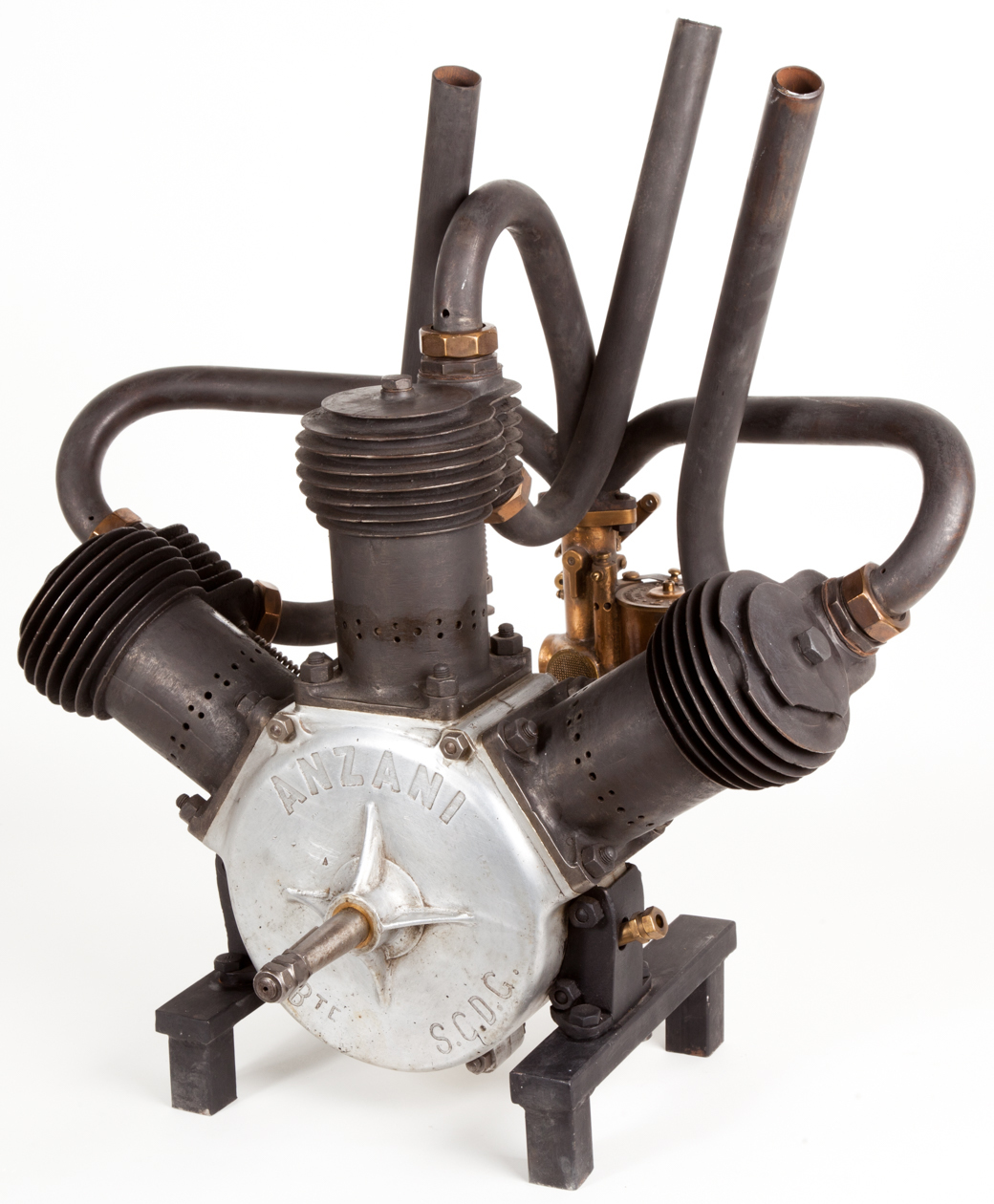
Moteur Anzani 3 cylindres en W de 35 ch.

Piloté par Maurice Guillaux (1883-1917), il a participé en juin 1912 à un circuit de course de Londres à Hendon, mais s'est retiré en panne de carburant juste avant la fin quand il semblait être le vainqueur probable,. 
Après de nombreuses modifications, il fut exposé au salon Olympia de Londres en février 1913. En septembre 1913, Frank Goodden (en) en fit la démonstration lors du derby aérien à Hendon, propulsé par un Anzani de 35 ch ; il avait été engagé pour la course avec le moteur 45 ch mais n'a pas concouru,. 
Émile Obré a effectué de nombreux vols de démonstration au début de 1912 avec un Type M, propulsé par un moteur Gnome de 50 ch. Il a traversé la France métropolitaine, la Corse, la Sardaigne et volé dans les colonies françaises d'Afrique du Nord, visitant Tunis et Carthage, où l'avion a été endommagé lors d'un accident. 
Au moins trois Type M ont été construits.

## Description
Bien que presque tous les avions conçus par les frères Caudron dans les vingt ans qui ont suivi leurs premières tentatives en 1908 soient des biplans, ils ont produit en 1911-1912 trois types de monoplans. Il s'agissait de monoplaces de course de types M et N et de la version militaire de type M2 dérivée mais un peu plus grande.
Les types M et N étaient très similaires et, bien que les désignations aient été rapportées avec quelques détails dans des récits contemporains, par exemple dans l'Aérophile en 1912, il s'est avéré difficile pour les historiens modernes de les distinguer.
Ils partageaient le même fuselage et utilisaient tous les deux une variété de moteurs, mais une comparaison des données de différentes sources contemporaines suggère que le Type M avait une aile plus grande que le Type N. Bien qu'il y ait une certaine dispersion, l'envergure du Type M était proche de 8,7 m et celle du type N de 8,0 m. En revanche, la surface des ailes variait au sein des types.
A cette époque, divers constructeurs français comme Voisin et Farman espéraient améliorer la stabilité des avions contre les rafales en utilisant des ailes en partie flexibles comme celles des oiseaux et les types Caudron M et N incluaient également cette fonctionnalité. Chaque aile du monoplan était constituée de deux longerons, l'un au bord d'attaque et l'autre 500 mm en arrière, à peu près au tiers de la corde, avec des nervures en frêne et des renforts métalliques. Le nombre de nervures variait entre 10, 11 et 12 et elles étaient classiquement rigides entre les longerons. Derrière le longeron arrière, la partie supérieure de chaque nervure était également rigide, se terminant à environ 70 % de la corde ; la partie inférieure était complétée par une bande d'extension mince et flexible pour environ 60 % de la corde. L'aile était alors entoilée, bien que la partie flexible ne soit couverte que sur la face supérieure,. 
Les ailes étaient soutenues par en haut par un câble descendant d'un pylône à pyramidal fixé au-dessus du fuselage et par un autre câble venant d'un pylône au-dessous de l'aile, plus court sur le type N que sur le type M. Sur ce dernier, la pointe du pylône inférieur était contreventée par une entretoise longitudinale horizontale au centre du châssis du train d'atterrissage. Le contrôle latéral en vol était effectué par gauchissement des ailes.

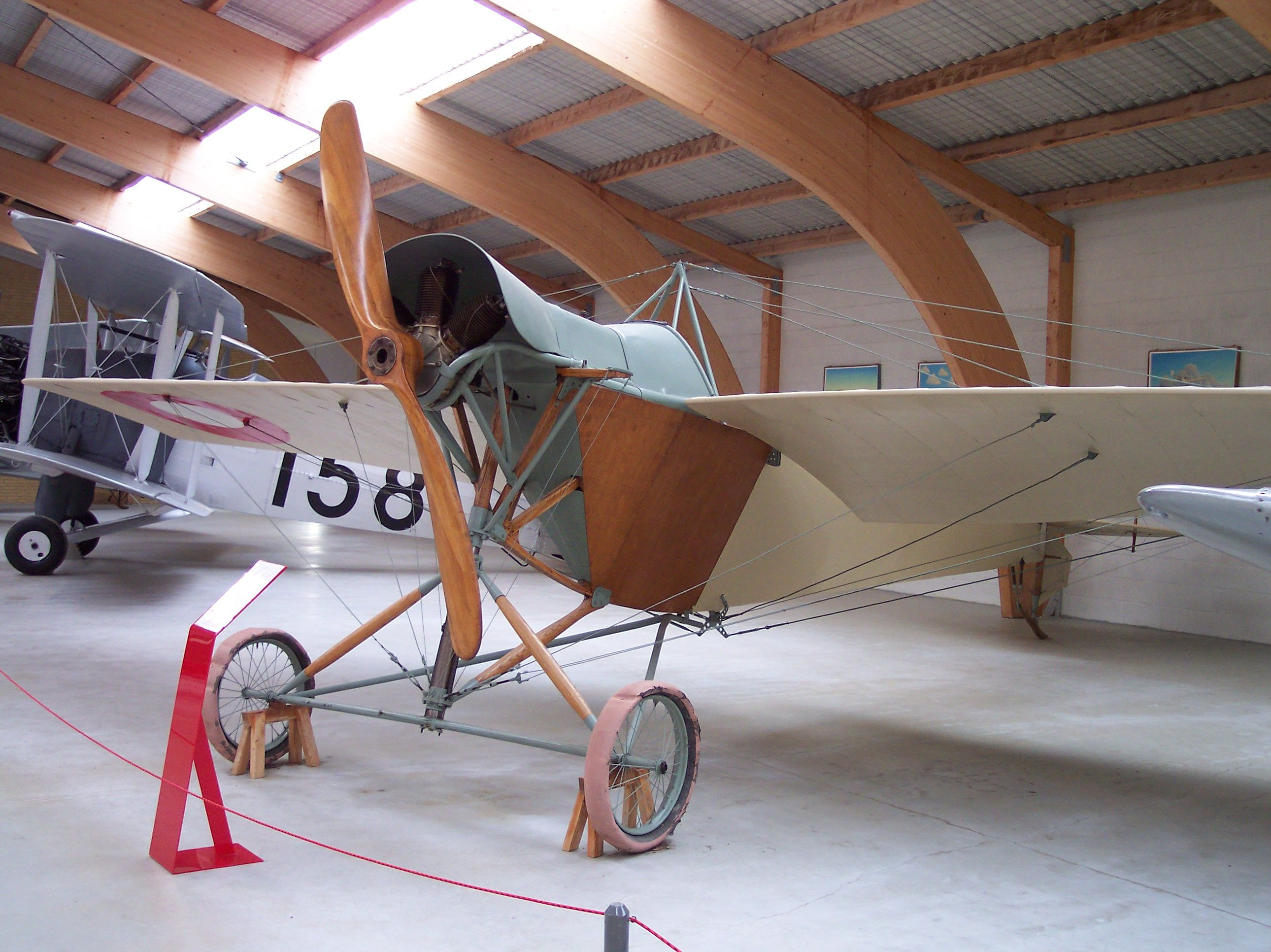
Système de pylônes et de câbles sur un monoplan danois Berg & Storm de 1911.

Le fuselage structurel des types M et N était de section rectangulaire, à ossature de frêne sur poutre en treillis avec contreventement en fil de fer, une section constituée de membrures recouverte de tissu constituait le cockpit ouvert au-dessus de l'aile derrière le pylône supérieur.
L'empennage était construit comme l'aile avec une surface arrière flexible agissant à la fois pour améliorer la stabilité et, en se déformant, agir comme une gouverne de profondeur, son bord de fuite s'étendant bien au-delà de l'extrémité du fuselage. Un petit aileron rigide d'une seule pièce, presque rectangulaire, pivotait près de son bord d'attaque à l'extrémité de la queue.
Les types M et N avaient un train d'atterrissage constitué d'une barre transversale en acier fixée à chaque extrémité à une entretoise en V en frêne au bas du fuselage et renforcée par une entretoise en V en acier à partir de son centre. Une paire d'essieux, articulés au centre de la barre, traversaient les sommets des entretoises en frêne via des amortisseurs en caoutchouc pour les roues principales, légèrement avec les roues principales, légèrement pincées et espacées de 1,4 m, de part et d'autre,.
Les premières versions de ce train utilisaient un essieu unique plutôt qu'un essieu divisé. Il y avait un patin arrière exceptionnellement long, incurvé et haut à l'arrière pour garder le long empennage à l'écart du sol,.
Une large gamme de moteurs a équipé les types M et N ; Des moteurs Anzani trois cylindres Y inversé, de 35 ch (26 kW), des Anzani 6 cylindres en étoile de 45 ch (33 kW), soit 2 moteurs 3 cylindres accolés en deux rangées décalées et le Gnome de 50 ch (37 kW). Ce dernier, un moteur rotatif, était généralement capoté sur sa partie supérieure pour protéger le pilote des éclaboussures d'huile, alors que les Anzani étaient montés nus.
Tous les moteurs entrainaient de grandes hélices à 2 pales à grande corde.
Outre les spécifications de base (dimensions, poids et vitesse) mentionnées dans L'Aérophile  et le Jane's All the World's Aircraft de 1913, aucune autre information relative au type M2 n'est actuellement connue.

## Variantes
- Type M : Envergure 8,7 m et long pylône inférieur contreventé à la traverse du train d'atterrissage[1].
- Type M2 : Machine militaire, envergure 9,4 m, surface de l'aile 14 m2, longueur 6,1 m, poids 235 kg, vitesse maximale d'environ 115 km/h[5].
- Type N : Envergure 8,0 m et pylône inférieur court[1].